# Vals dooiermos
Het vals dooiermos (Candelaria concolor) is een korstmos uit de familie Candelariaceae. Hij komt vooral voor op de bast van vrijstaande loofbomen, maar zelden op steen. Vooral op straat- en fruitbomen (Noorse esdoorn, es, linde, populier en iep) wordt vooral schors gekoloniseerd die matig rijk is aan voedingsstoffen of basen.

## Kenmerken
Het vals dooiermos is een opvallende geelgroene, bladvormige soort op bomen. Individuele thalli zijn 1 tot 2 cm groot en zitten tegen het substraat aangedrukt, maar vloeien meestal samen tot een groter oppervlak. Apothecia komen zeldzaam voor en zijn geel van kleur. Het kan worden onderscheiden van soortgelijke soorten van het geslacht Xanthoria door een negatieve KOH-reactie (d.w.z. het wordt niet rood wanneer het wordt besprenkeld met kaliumhydroxide).
De ascosporen zijn kleurloos en meten  7-10 × 4-6 µm. Het hymenium heeft een hoogte van 60-90 µm.
Wordt wel verward met:
- Poedergeelkorst (Candelariella reflexa), een volledig korstvormige soort
- Kroezig dooiermos (Xanthoria candelaria), waarvan de thalli een meer opgerichte, bloemkoolachtige groeiwijze hebben.

## Verspreiding
Het vals dooiermos is de enige Europese soort die behoort tot het geslacht Candelaria. Het verspreidingsgebied strekt zich uit van centraal Fennoscandinavië tot het Middellandse Zeegebied. In Midden-Europa komt hij relatief vaak voor. In Nederland is het een vrij algemene soort. Hij is niet bedreigd en staat niet op de rode lijst.